# Fadila Khattabi
Pour les articles homonymes, voir Khattabi.
Fadila Khattabi, née le 23 février 1962 à Montbéliard, est une femme politique française, membre du Parti socialiste puis de La République en marche à partir de 2016. 
Conseillère régionale de Bourgogne de 2004 à 2015, vice-présidente du conseil régional entre 2010 et 2015, elle est élue députée de la troisième circonscription de la Côte-d'Or en 2017 et préside la commission des Affaires sociales entre 2020 et 2023.
Le 20 juillet 2023, elle est nommée ministre déléguée chargée des Personnes handicapées auprès de la ministre des Solidarités et des Familles dans le gouvernement Élisabeth Borne, Aurore Bergé, en remplacement de Geneviève Darrieussecq, puis dans le gouvernement Gabriel Attal, où ses missions sont élargies aux personnes âgées.

## Biographie
Fille d'immigrés ouvriers algériens, Fadila Khattabi fait ses études à l'université de Bourgogne avant de commencer sa carrière comme enseignante d'anglais. Syndicaliste Force ouvrière, elle représente le personnel auprès de l'Éducation nationale pendant 20 ans.
Elle est mariée et mère de deux enfants.

### Militantisme au Parti socialiste
Fadila Khattabi rejoint le Parti socialiste (PS) en 2002. Elle est élue au conseil régional de Bourgogne en 2004, puis réélue en 2010, devenant vice-présidente de la région.
En désaccord avec le PS, elle se met en retrait de la vie politique en 2015 lors des élections régionales. Elle constitue une liste socialiste dissidente associée au MoDem.

### Députée
Lors des élections législatives de 2017, sous l'étiquette République en Marche, Fadila Khattabi est élue au second tour avec 65,31 % des voix exprimées (face à son adversaire du Front national Jean-François Bathelier). À partir du 17 octobre 2017, elle est présidente du groupe d'amitié France-Algérie à l'Assemblée.
À l'occasion de la remise en jeu des postes au sein de la majorité en juillet 2019, elle se porte candidate à la présidence de la commission des Affaires sociales. Elle échoue face à Brigitte Bourguignon. Le 22 juillet 2020, après que cette dernière a été nommée dans le gouvernement Jean Castex, Fadila Khattabi est élue présidente de la commission.
Réélue députée en élections législatives de 2022, elle est également réélue présidente de la commission des Affaires sociales. Elle est membre de la commission mixte paritaire chargée le 15 mars 2023 de rédiger le texte final du projet de réforme des retraites déposé par le gouvernement Élisabeth Borne.
Se qualifiant au second tour des élections législatives anticipées de 2024, elle annonce le 1er juillet 2024 dans un post sur le réseau X se désister au profit du candidat du Nouveau Front populaire, pour battre le Rassemblement national dans la troisième circonscription de la Côte-d'Or, Pierre Pribetich étant mieux placé.

### Ministre
Le 20 juillet 2023, elle est nommée ministre déléguée chargée des Personnes handicapées auprès de la ministre des Solidarités et des Familles, Aurore Bergé, en remplacement de Geneviève Darrieussecq.
Par un décret du 1er décembre 2023, afin d'empêcher un conflit d'intérêts, la Première ministre Elisabeth Borne exclut du champ d'attribution de Fadila Khattabi l'association Pierre et Marie Dumonteil, qui intervient dans le champ du travail protégé des personnes en situation de handicap. Les décisions prises à l'égard de cette association relèvent alors de la responsabilité d'Aurore Bergé, ministre des Solidarités et des Familles.

### Après 2024
Elle se présente pour les élections législatives anticipées de 2024 dans la troisième circonscription de la Côte-d'Or. Arrivée 3e lors du 1er tour avec 23,81% des voix, elle se retire pour faire barrage à l'extrême droite.
En janvier 2025, le parti Renaissance la charge de l'animation du « réseau Renaissance Alumni ».

## Condamnation judiciaire
En juin 2023, elle est condamnée par le conseil des prud'hommes de Dijon à verser 6 522,27 € à l’une de ses anciennes collaboratrices parlementaires, à qui elle n'avait pas réglé des heures supplémentaires,,.

## Synthèse des résultats électoraux

### Élections législatives
| Année | Parti | Parti | Circonscription | 1er tour | 1er tour | 1er tour | 2d tour | 2d tour | 2d tour | Issue  |
| Année | Parti | Parti | Circonscription | Voix     | %        | Rang     | Voix    | %       | Rang    | Issue  |
| ----- | ----- | ----- | --------------- | -------- | -------- | -------- | ------- | ------- | ------- | ------ |
| 2017  |       | LREM  | 3e de Côte d'Or | 10 766   | 32,01    | 1re      | 17 554  | 65,32   | 1re     | Élue   |
| 2022  | 8 701 | LREM  | 3e de Côte d'Or | 25,65    | 1re      | 14 900   | 50,11   | 1re     | Élue    |        |
| 2024  |       | RE    | 3e de Côte d'Or | 11 695   | 23,81    | 3e       | Retrait | Retrait | Retrait | Battue |

### Élections municipales
Les résultats ci-dessous concernent uniquement les élections où elle est tête de liste.
| Année | Parti | Parti | Commune            | Premier/unique tour | Premier/unique tour | Premier/unique tour | Sièges obtenus |
| Année | Parti | Parti | Commune            | Voix                | %                   | Rang                | Sièges obtenus |
| ----- | ----- | ----- | ------------------ | ------------------- | ------------------- | ------------------- | -------------- |
| 2014  |       | PS    | Varois-et-Chaignot | 277                 | 23,68               | 2e                  | 2 / 19         |